# Argulus mangalorensis
Argulus mangalorensis is een visluizensoort uit de familie van de Argulidae. De wetenschappelijke naam van de soort is voor het eerst geldig gepubliceerd in 1982 door Natarajan.